# Yulan Adonay Archaga Carias
Yulan Adonay Archaga Carias (nacido el 13 de febrero de 1982) es un fugitivo hondureño y el presunto líder de la pandilla Mara Salvatrucha en Honduras que fue agregado a la lista de los diez fugitivos más buscados del FBI y la DEA el 3 de noviembre de 2021. Él es buscado por delitos de crimen organizado, narcotráfico y armas de fuego. Archaga Carias supuestamente está a cargo de la Mara Salvatrucha en todo Honduras y se cree que proporciona armas de fuego, narcóticos y dinero en efectivo a pandilleros que operan dentro de los Estados Unidos. También se cree que es responsable de ordenar los asesinatos de pandilleros rivales. Las autoridades creen que todavía está en Honduras.
Archaga Carias fue el fugitivo número 526 en ser incluido en la lista de los diez fugitivos más buscados del FBI. Reemplazó al fugitivo estadounidense Robert William Fisher quien fue eliminado de la lista porque ya no cumplía con los criterios de la lista. El FBI ofrece una recompensa de hasta $5,000,000 por información que conduzca a su captura.